# Avril Lovelace-Johnson
Pour les articles homonymes, voir Lovelace et Johnson.
Avril Lovelace-Johnson est une juriste ghanéenne. Elle a été nommée juge à la Cour suprême du Ghana en novembre 2019 et a été approuvée le 9 décembre 2019. Elle a prêté serment le 17 décembre 2019.  

## Enfance et éducation
Lovelace-Johnson est originaire de Mankessim dans la région centrale du Ghana. Elle a fait ses études secondaires à la Wesley Girls' High School pour son certificat de niveau ordinaire et à la Aburi Girls' Senior High School pour son certificat de niveau avancé.  

## Carrière
Lovelace-Johnson a travaillé comme assistante du procureur général au département du procureur général à Accra et au département du procureur général à Koforidua après son service national de 1988 à 1989. Elle a été magistrate de district en juin 1994 jusqu'à ce qu'elle soit nommée juge à la Haute Cour d'Accra et à la Haute Cour de Tema en juin 2002. Elle a siégé sur le banc en tant que juge de la Haute Cour jusqu'en 2012, date à laquelle elle est devenue juge à la Cour d'appel. Elle a été affectée par le Secrétariat du Commonwealth à Londres à la Gambie en tant que juge de la Haute Cour agissant également en tant que juge supplémentaire de la Cour d'appel de décembre 2005 à 2009. Elle avait été juge à la Cour d'appel jusqu'à sa nomination au poste de juge à la Cour suprême en novembre 2019. Elle a prêté serment le 17 décembre 2019. 
Lovelace-Johnson a occupé un certain nombre de postes de direction, notamment en tant que directrice de l'Unité d'inspection des plaintes et des tribunaux publics des services judiciaires du Ghana et en tant que vice-présidente de l'Association des magistrats et juges du Ghana. Elle a déjà été membre honoraire du conseil de l'Association de planification familiale du Ghana.  

## Voir également
- Cour suprême du Ghana